# José María Martín Bejarano-Serrano
José María Martín Bejarano-Serrano (Rota, 6 december 1987) - alias José Mari -  is een Spaans voetballer die bij voorkeur als verdedigende middenvelder speelt. Hij verruilde in augustus 2016 Levante voor Cádiz.

## Clubcarrière
José Mari speelde tot zijn tweeëntwintigste amateurvoetbal bij opeenvolgend Unión Deportiva Roteña en Atlético Sanlugueño. In de zomer van 2009 tekende hij bij Real Murcia Imperial dat uitkwam in de Segunda División B. Murcia degradeerde echter en Mari verliet de club na één seizoen. Daarna speelde hij twee jaar bij Real Jaén waar hij zevenenzestig competitiewedstrijden speelde en twee doelpunten maakte. In de zomer van 2012 tekende hij bij Real Zaragoza. Hij kwam eerst uit voor het reserveteam maar sloot later in het seizoen aan bij het eerste team. Op 20 augustus 2012 maakte hij tegen Real Valladolid zijn debuut voor Zaragoza. Hij eindigde het seizoen, waarin Real Zaragoza degradeerde, met zevenentwintig wedstrijden in alle competities en één doelpunt dat hij maakte in de Copa del Rey. Op 8 december 2013 maakte hij tegen Córdoba zijn eerste competitiedoelpunt voor Zaragoza. Op 6 februari 2014 werd bekendgemaakt dat José Mari de club zou verlaten.
Op 11 februari 2014 begon Mari een stage bij het Amerikaanse Colorado Rapids. Hij wist een contract te verzilveren en maakte op 15 maart 2014 tegen New York Red Bulls zijn debuut voor Colorado. Op 5 april 2014 maakte hij in een wedstrijd tegen Vancouver Whitecaps twee doelpunten wat zijn team de 2-1 winst opleverde. Op 17 januari 2015 keerde José Mari terug naar Spanje, waar hij tekende bij Levante. Hij maakte zijn debuut op 7 februari als invaller tegen Real Sociedad. 